# Jiří Doležal junior
Jiří Doležal junior (* 8. Juli 1985 in Prag, Tschechoslowakei) ist ein tschechischer Eishockeyspieler, der seit Dezember 2017 erneut beim HC Slavia Prag in der tschechischen 1. Liga unter Vertrag steht. Sein Vater Jiří Doležal senior war ebenfalls professioneller Eishockeyspieler.

## Karriere
Jiří Doležal begann seine Karriere in der Jugend des HC Slavia Prag, in der von 2000 bis 2006 aktiv war, ehe er in der Saison 2006/07 sein Debüt in der tschechischen Extraliga für die Hauptstädter gab. Neben Slavia Prag spielte der Stürmer in der Saison 2004/05 zudem für den HC Příbram, sowie von 2004 bis 2007 für den SK HC Baník Most in der drittklassigen 2. Liga, wobei er in der Saison 2006/07 mit Most als Meister in die 1. Liga aufstieg. Da der Linksschütze in der Saison 2007/08 erstmals in seiner Laufbahn mit seiner Mannschaft Tschechischer Meister wurde, qualifizierte er sich mit Slavia für die neu gegründete Champions Hockey League, in der Doležal in allen vier Gruppenspielen seines Teams auf dem Eis stand und zwei Tore erzielte.
2009 wurde er mit Slavia tschechischer Vizemeister und 2010 belegte Slavia den dritten Platz in der Meisterschaft. In den Spielzeiten 2012/13 und 2013/14 war er an den HC Energie Karlovy Vary ausgeliehen, ehe er in Slavias Kader zurückkehrte. Am Ende der Spielzeit 2014/15 stieg Doležal mit Slavia in die zweite Spielklasse abstieg. Während der folgenden Spielzeit wurde er zunächst an den HC Most (1. Liga) und später an den HC Verva Litvínov (Extraliga) ausgeliehen. In Litvínov stand er letztlich bis Dezember 2017 unter Vertrag, ehe er zu Slavia zurückkehrte. Bei Slavia ist Doležal seit 2019 Assistenzkapitän. 

## Erfolge und Auszeichnungen
- 2007 Meister der 2. Liga mit dem SK HC Baník Most
- 2008 Tschechischer Meister mit dem HC Slavia Prag
- 2009 Tschechischer Vizemeister mit dem HC Slavia Prag